# 리카르도 아이히만
리카르도 프란시스코 아이히만(독일어: Ricardo Francisco Eichmann, 1955년 11월 2일 ~ )은 아르헨티나 태생의 독일 고고학자이다. 1996년부터 2020년까지 튀빙겐 대학교에서 근동 고고학 교수로 재직했다.

## 어린 시절
리카르도 프란시스코 아이히만은 1955년 11월 2일 부에노스아이레스에서 아돌프 아이히만과 베라 아이히만의 막내아들로 태어났다. 그에게는 형이 셋 있다. 그의 아버지가 모사드에게 붙잡혀 이스라엘로 끌려갔을 때 아이히만은 5살이었다. 10대 시절, 아이히만은 책을 통해 아버지의 역사에 대해 배웠다. 그는 아버지의 나치 이데올로기를 거부하고 자신의 처형이 정당하다는 것을 받아들였다.
1977년부터 하이델베르크 대학교에서 선사학과 원시역사학, 고전 고고학, 이집트학을 공부했다. 그의 1984년 논문 제목은 중동의 평면도에 관한 선사시대적 측면이다.

## 학력
아이히만은 고고학자이다. 1984년부터 1994년까지 그는 처음에는 과학 컨설턴트로 일했고 나중에는 베를린 독일 고고학 연구소의 바그다드 부서에서 연구 보조원으로 일했다. 1995년부터 1996년까지 튀빙겐 대학교에서 근동 고고학 교수로 재직했다. 1996년부터 2019년까지 베를린 독일 고고학 연구소의 오리엔트 부서장을 지냈으며, 2020년 마르가레테 판 에스가 그 뒤를 이었다. 그의 연구 관심사는 근동과 이집트의 음악 고고학을 포함한다.

## 개인사
1995년, 그는 모사드 공작원인 즈비 아하로니를 만났다. 아이히만은 대부분의 인터뷰 요청을 거절한다. 그에게는 두 아들이 있다.

### 참고 문헌
- Eichmann, Ricardo; Schaudig, Hanspeter; Hausleiter, Arnulf (November 2006). “Archaeology and epigraphy at Tayma (Saudi Arabia)”. 《Arabian Archaeology and Epigraphy》 (영어) 17 (2): 163–176. doi:10.1111/j.1600-0471.2006.00269.x. ISSN 0905-7196.
- Eichmann, Ricardo (2007). 《Uruk: Architektur. Von den Anfängen bis zur frühdynastischen Zeit》 (독일어). Verlag Marie Leidorf. ISBN 978-3-89646-036-3.
- Eichmann, Ricardo; Koch, Lars-Christian, 편집. (2015). 《Musikarchäologie: Klänge der Vergangenheit》 (독일어). Theiss. ISBN 978-3-8062-3007-9.